# Crime (roman)
Pour les articles homonymes, voir Crime.
Crime (titre original : Crime) est un roman de l'écrivain écossais Irvine Welsh, paru pour la première fois en 2008 au Royaume-Uni et publié en France en 2014.
Il s'agit d'une suite à Une ordure.

## Résumé
L'inspecteur-détective Ray Lennox, se remet d'une dépression nerveuse due au stress, à la prise de drogues et à une affaire de meurtre d'un enfant à Édimbourg. En vacances en Floride sa fiancée, Trudi, ne pense qu'à organiser leur mariage. Après une dispute, elle abandonne Lennox dans un bar.
Il y rencontre deux femmes qu'il suit dans leur chambre pour y consommer de la cocaïne, mais il est interrompu par deux inconnus. Après une altercation, Lennox se retrouve seul avec Tianna, la fille de 10 ans d'une des deux femmes.
Lennox la traîne à travers l'état jusque dans une marina et se retrouve dans un nid de pédophiles. Maintenant il doit protéger la fille de ces hommes à tout prix.

## Adaptation télévisée
En 2021, une adaptation télévisée de Crime est lancée au Royaume-Uni sous la forme d'une série de 6 épisodes avec Dougray Scott dans le rôle du détective Lennox. Il s'agit de la première adaptation télévisée jamais réalisée à partir d'un livre d'Irvine Welsh.